# Robert Hennebo
Robert Hennebo (Leiden, ca. 1685 - Amsterdam, 29 juni 1737) was een Noord-Nederlandse dichter, toneelspeler, speculant en herbergier.

## Leven en werk
Hennebo werd circa 1685 in Leiden geboren als zoon van de koopman Jan Robbertsz Henneboo en van Henriette Hoogmade. Zijn vader overleed toen hij nog een jongen was. Zijn moeder hertrouwde in 1694 met Jacob van Heemskerck. Hij nam dienst in het leger en trouwde in 1711 te Den Haag met Johanna Maria Carpentier. Zijn vaderlijk erfdeel jaagde hij er snel door. Hij trad op als toneelspeler en was kroeghouder c.q herbergier in Den Haag en in Amsterdam. In Amsterdam was hij herbergier van ‘Het Gulden Vlies’ en van ‘De Karseboom’. Na een faillissement verdiende hij in 1720 als speculant een fortuin in de handel in actiën. Hij kocht in Gouda de buitenplaats Tristenburg, net buiten de stad gelegen aan de Hollandse IJssel. Met een knipoog naar de herkomst van zijn financiële middelen doopte hij de naam van de buitenplaats om in Actiehoven. Na aankoop verkocht hij de buitenplaats vrijwel onmiddellijk door aan de Goudse belastingpachter Reynier Swanenburg. Naast acteur, herbergier en speculant was hij vertaler van romans en schrijver van toneelstukken en dichtwerken. In zijn gedicht De Lof der Jeneever (tweede deel) gebruikte hij voor het eerst de naam de Jordaan voor deze Amsterdamse buurt. In 1728 werd hij beëdigd tot makelaar in Amsterdam. Hij overleed in juni 1737 te Amsterdam op ongeveer 52-jarige leeftijd. Hij werd begraven in de Nieuwe Kerk aldaar.
Houbraken maakte een gravure van zijn, door Jan Wandelaar getekende, portret. Daarbij plaatste Houbraken het volgende gedicht:
Zie ROBERT HENNEBO door Kunst verbeeldt naar 't leven, 
Wiens byzyn ieder een vermaak en vreugt kan geeven: 
Maar blinkt zyn blyde geest in 't smaaklyck aangezigt, 
Die straalt noch beter door in boertig maatgedicht.

## Biografie
- Schelvis, Gerard en Kees van der Vloed Jenever en wind: leven, werk en wereld van Robert Hennebo (1686-1737), uitg. Verloren, Hilversum, 2008